# Christopher Stevens
John Christopher Stevens (Califòrnia, Estats Units 1 d'abril de 1960 - Bengasi, Líbia, 11 de setembre de 2012) va ser un diplomàtic ambaixador dels Estats Units a Líbia.

## Estudis i Servei Exterior dels Estats Units
Va néixer i es va criar al nord de Califòrnia. El 1977 va ser estudiant d'intercanvi a Espanya a través de l'associació American Field Service (AFS-Intercultura), de 1983 a 1985 professor d'anglès al Marroc com a voluntari del Cos de Pau. El 1982 es va graduar en Història per la Universitat de Berkeley, Califòrnia, el 1989 en Dret a l'Escola de Lleis Hastings de la universitat pública de Califòrnia, i el 2010 a l'Escola Nacional de Guerra de la Universitat de Defensa. Parlava àrab, francès i anglès.
Abans d'incorporar-se al Servei Exterior el 1991, va ser un advocat de comerç internacional a Washington DC.
Les seves assignacions anteriors a l'estranger inclouen: oficial principal adjunt i cap de la Secció Política a Jerusalem, oficial polític a Damasc, cònsol al Caire i cònsol a Riad. A Washington, Stevens es va exercir com a director de l'Oficina multilateral d'Afers Nuclears i Seguretat, Pearson Fellow amb el Comitè de Relacions Exteriors del Senat, assistent especial del secretari d'Assumptes Polítics Baix, Iran responsable geogràfic i personal auxiliar a l'Oficina d'Assumptes d'Orient Pròxim.

## Missió diplomàtica a Líbia i mort
Va arribar a Trípoli al maig de 2012 com ambaixador dels Estats Units a Líbia. Va servir dues vegades anteriorment a Líbia, en qualitat de representant especial del Consell Nacional de Transició de març a novembre de 2011 durant la guerra civil líbia.
Al setembre de 2012 va resultar mort (s'investiga si assassinat o asfixiat pel fum de l'incendi provocat pels atacants) durant l'assalt de milicians islamistes radicals al consolat dels Estats Units a Bengasi, Líbia, on es trobava de visita des de la capital, Trípoli. Tres empleats de la representació diplomàtica van morir també a conseqüència de l'atac dels manifestants, enfurismats per la recent emissió als Estats Units de la pel·lícula La innocència dels musulmans, en la qual un actor representava al profeta Mahoma en diferents situacions vexatòries per a la ultrasensibilitat religiosa musulmana.
Els altres tres morts van ser l'especialista en tecnologia Sean Smith i els SEAL Glen Doherty i Tyrone Woods.